# Roberto Sánchez (Aikido)
Roberto Sánchez Arevalo (Madrid, 30 de mayo  de 1972) es un maestro de aikidō. Actualmente tiene el 6º dan Aikikai.

## Biografía
Introducido en las Artes Marciales de la mano de su padre Tomás Sánchez, 7º Dan de Aikido, comenzó la práctica del Judo a la edad de 3 años, disciplina de la que ostenta el grado de 1º dan (año 1987). Durante su infancia convivió muy de cerca con la práctica del Aikido asistiendo eventualmente a los cursillos de Aikido que se realizaban por toda España en la década de los 70 y 80, dirigidos por Nobuyoshi Tamura  y Tomás Sánchez. Fruto de este temprano contacto con la disciplina surgió la pasión y el compromiso por este bello Arte. Sin embargo no fue hasta la adolescencia, cuando comenzó de manera regular y seria el entrenamiento en el dojo familiar, alternando Judo y Aikidō al tiempo. Bajo la supervisión técnica del Maestro Tomás, obtuvo el 1º dan de Aikido en el año 1989, otorgado por Nobuyoshi Tamura.
A comienzos de la década de los noventa empieza a impartir sus primeras clases de Aikido ocupándose del asesoramiento técnico y difusión del Aikido en las provincias de Valladolid y Ávila, y entra a formar parte de la Comisión de enseñanza de Aikikai España (AETAIKI). Poco después continua prestando apoyo técnico a otras provincias, León, Murcia, Tenerife. Durante estos años intensifica su formación acudiendo a los seminarios del maestro Tamura en Francia y España, así como de otros técnicos franceses.
En el año 1993 obtiene el 2º dan y en el año 1996 el 3º dan, otorgados por Tamura Sensei. Este mismo año tras la obtención del título de Maestro (AETAIKI), comienza sus labores docentes en el dojo de Tomás Sánchez y en otros dojos de Madrid (Bushidokwai y Tora).
En el año 2001 obtuvo el grado de 4º dan otorgado por Tamura Sensei. Al comienzo del nuevo milenio siguió aumentando progresivamente su compromiso por la disciplina, consolidando su perfil de profesor y manteniendo con intensidad  los entrenamientos como alumno . En estos años entró a formar parte de la Comisión Técnica de Aikikai España, participando en los tribunales de examen de grado Dan y dirigiendo seminarios por toda la geografía española.
En el año 2007 obtuvo el grado de 5º dan otorgado por Tamura Sensei. En el año 2008 es invitado para dirigir seminarios en Bosnia y Holanda. En el año 2009 viaja por primera vez a Japón y conoce el Honbu Dojo de Tokio, acudiendo a las clases del Doshu Moriteru Ueshiba. En el año 2012 repite viaje a Tokio, esta vez junto con la delegación de Aikikai España encabezada por Tomás Sánchez.
En el año 2013 es promocionado a 6º dan Aikikai, grado que ostenta en la actualidad y pasa a formar parte de la comisión técnica de la Federación Europea de Aikido. Es nombrado ese mismo año Technical Adviser de la Bosnia and Herzegovina Federal Aikido Union.
En julio de 2015 es nombrado Director Técnico de Aikikai España (AETAIKI).